# Малинин, Дмитрий Иванович

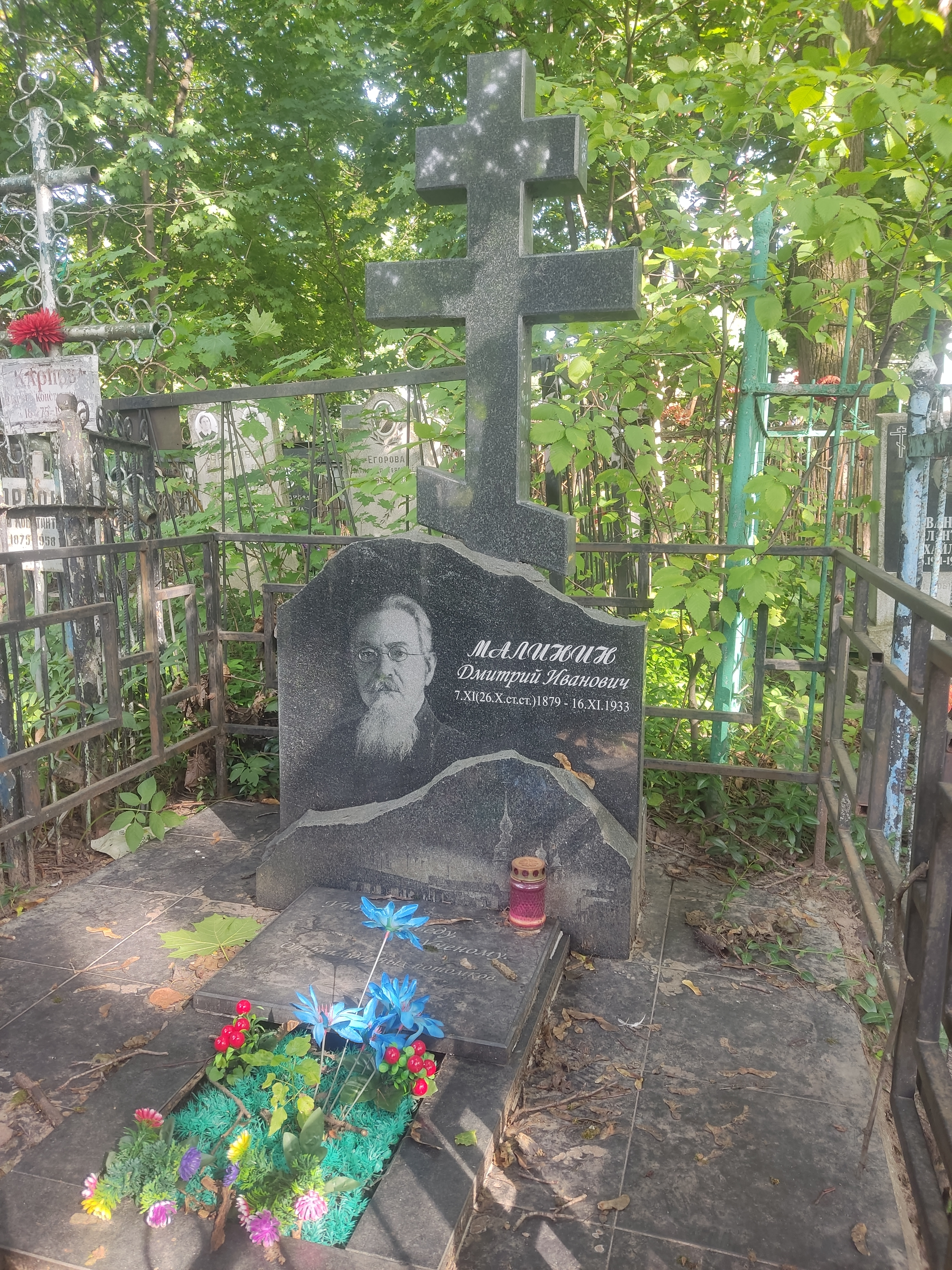
Могила Дмитрия Ивановича Малинина на Пятницком кладбище Калуги

Дми́трий Ива́нович Мали́нин (26 октября [7 ноября] 1879, Тарасьево, Калужская губерния — 28 ноября 1933, Калуга) — русский историк-краевед, публицист и педагог. Действительный член Русского географического общества.

## Биография
Дмитрий Малинин родился в сельце Тарасьево Лихвинского уезда Калужской губернии; отец и дед его были священниками.
С 1895 по 1902 годы учился в Калужской духовной семинарии, где создал марксистский кружок. Попытался поступить в Варшавский университет, но не был принят, поскольку из Калуги пришёл отрицательный отзыв о его благонадёжности. И все-таки в 1902 году он стал студентом — историко-филологического факультета Дерптского университета.
В 1906 году была издана его первая работа: указатель «Что читать по русской литературе XIX века» (Юрьев: тип. Э. Бергмана, 1906), которая в 1911 году выдержала ещё одно издание (Москва: А. Д. Карчагин, 1911). По окончании университета в 1907 году он уехал в деревню к отцу — с. Усты Козельского уезда, где начал писать кандидатскую работу по истории налогообложения в Московском государстве. В октябре 1907 году Малинин начал преподавать в Екатеринославской Мариинской женской гимназии. В 1908 году состоялась защита кандидатской работы, написанной им, в основном — в деревне.
С 1909 года он преподавал в Калужском реальном училище. В 1910 году Д. И. Малинин стал членом Калужской учёной архивной комиссии (КУАК). На заседаниях общества он выступал с рефератами, а в «Известиях» КУАК публиковал краеведческие статьи. В 1912 году появился его «Опыт исторического путеводителя по Калуге и главнейшим центрам губернии» (Калуга: Калуж. экскурс. комис., 1912) и очерк «Начало театра в Калуге: к истории Калуж. театра в XVIII в.» (Калуга: Губ. типо-лит., 1912), обративший на себя внимание в столицах. В том же 1912 году Малинин женился на учительнице Ольге Ивановне Сиротиной, с братьями которой учился ещё в духовном училище. По рекомендации известных российских ученых (Д. К. Зеленина, Э. К. Пекарского, академика А. А. Шахматова) Малинин был избран действительным членом Русского географического общества, Нижегородской и Псковской учёных архивных комиссий. До 1917 года появилось около 30 публикаций работ Малинина.
С 1917 года он — профессор Калужского отделения Московского археологического института, в 1918—1929 годах — председатель Калужского общества древностей и охраны художественных произведений (с 1923 года — Калужское общество истории и древностей). В 1920—1922 годах преподавал в сельскохозяйственном техникуме. В 1921—1923 годы он также заведовал Губернским архивным управлением, а в 1923—1929 годы был там научным сотрудником-архивистом. В 1924 году Малинин возглавил объединённый музей: исторический, художественный и естественно-исторический. Работая в 1922—1924 годах в Губплане, Малинин участвовал в подготовке административно-территориальной реформы губернии. С 1925 года он занимался разработкой проекта положения об охране памятников в Калужской губернии.
После смерти родителей произошла ещё одна семейная драма: супруга с дочерью Верой (род. в 1913) уехали от него в Москву. Несмотря на личную трагедию, он продолжает научно-литературную деятельность: публикует впервые переписку А. Н. Островского и Н. Я. Соловьева, выпускает книгу о Полотняном заводе; готовит вместе с коллегой и другом Ю. А. Вусовичем тексты к серии открытых писем «Старая Калуга». В 1926 году в результате инсульта наступила частичная парализация; в августе 1929 года ушёл на пенсию.
С 1917 года по 1933 год появилось 130 его публикаций; он подготовил к изданию двухтомник статей. Его библиотека, начатая ещё в студенческие годы, к концу жизни насчитывала десять тысяч томов. В 1933 году он получил приглашение участвовать в международной выставке исторической книги в Варшаве. Последним плодом его творчества был труд о пребывании Н. В. Гоголя в Калуге.
26 ноября 1933 Д. И. Малинин умер в своём доме в Калуге, похоронен на Пятницком кладбище города. В память об известном историке-краеведе на доме № 10 по 2-му Красноармейскому переулку, где Малинин жил долгое время, установлена мемориальная доска.
Управление культуры, образования и спорта г. Калуги, Калужский областной краеведческий музей и Госархив Калужской области в 2010 году в издательстве «Золотая аллея» выпустили книгу «Неизданные рукописи».